# Landesbank

Mapa con la cobertura de los Landesbanks.

Los Landesbanken en Alemania son un grupo de bancos estatales de un tipo único a este país. Tienen una organización regional y su negocio es predominantemente de banca mayorista. También son la institución bancaria cabecera de las cajas de ahorro (Sparkassen) locales y regionales.
- Bayerische Landesbank (BayernLB), Baviera
- Bremer Landesbank Kreditanstalt Oldenburg-Girozentrale (Bremer Landesbank), Bremen

92,5 % propiedad de NORD/LB
- HSH Nordbank, Hamburg + Kiel
- Landesbank Baden-Württemberg (LBBW), 
  - BW-Bank - Baden-Württemberg Bank (Baden-Württemberg)
  - Sachsen-Bank (desde abril de 2008) (Sajonia)
  - Rheinland-Pfalz Bank (desde abril de 2008) (Renania-Palatinado)
- Norddeutsche Landesbank - Girozentrale (NORD/LB),

Baja Sajonia, Mecklemburgo-Pomerania Occidental y Sajonia-Anhalt
- Landesbank Saar (SaarLB), Sarre

75,1 % propiedad del BayernLB
- Landesbank Hessen-Thüringen (Helaba)

Hesse y Turingia
- NRW.BANK, Renania del Norte Westfalia

el antiguo Landesbank de Renania del Norte Westfalia era el WestLB
- Landesbank Berlin (LBB), Berlín

propiedad del Landesbank Berlin Holding